# Michael Randall Hickman
Michael Randall Hickman dit Micah True, né le 10 novembre 1953, mort le 27 mars 2012, est un coureur à pied américain spécialiste de l’ultrafond. Originaire de Boulder dans le Colorado, il devint célèbre après la publication de Born to Run de Christopher McDougall, dont il est l’un des personnages principaux.
Au cours des années 1980 et 1990, Micah True passait le plus clair de son temps à courir sur les sentiers d’Amérique centrale. En 2003, il organisa une course de 50 miles réunissant les indiens Tarahumara du Mexique à quelques-uns des plus grands ultramarathoniens des États-Unis, dans le but d’aider les premiers à préserver leur culture de la course à pied. Il mourut le 27 mars 2012, lors d’une sortie dans la Forêt nationale de Gila.

## Enfance et jeunes années
Michael Randall Hickman est né à Oakland en Californie, puîné d’une famille de quatre enfants. Il étudia les religions orientales et l’histoire des Natifs d’Amérique à l’Université de Humboldt. Il se mit à la boxe pour financer ses études, sous le pseudonyme de Gypsy Cowboy. De 1974 à 1982, il fut boxeur professionnel en poids moyen, sous le nom de Mike True Hickman. Il remporta neuf victoires dont deux par KO et connut onze défaites dont neuf par KO.
À l’issue de cette période, il aurait passé dix mois à Hawaii, vivant dans une grotte, et aurait rencontré une riche héritière dont il serait tombé amoureux. C’est lorsqu’elle le quitta qu’il se serait mis à courir de longues distances. C’est également à cette époque qu’il se fit appeler Micah True, d’après un prénom biblique et un chien de sa famille nommé True Dog.
En 1982, il s’établit à Boulder, dans le Colorado, et y travailla l’été comme déménageur. Pendant près de vingt ans, il passa l’hiver à courir près de 300 km par semaine au Mexique, au Guatemala et en Amérique centrale, ne retournant à Boulder que pour y gagner de quoi vivre le reste de l’année. Les habitants de ses terrains de course de prédilection le surnommèrent El Caballo Blanco, le Cheval Blanc, à cause de sa peau claire et de ses cheveux blonds.
En 1993, il rencontra les indiens Tarahumara ou Rarámuri, dans l’État de Chihuahua au Mexique. À compter de l’année suivante, il passa ses hivers à courir dans la Barranca del Cobre, où il se construisit une cabane et tissa des liens d’amitié avec les habitants.

## Copper Canyon Ultra Marathon
En 2003, True décida d’organiser une course dans le but d’aider les Tarahumara à préserver leur culture de la course à pied. Le premier Copper Canyon Ultramarathon eut lieu le 23 mars 2003. Le départ et l’arrivée ont lieu à Urique. Entre deux, 50 miles, 80 kilomètres de piste et de sentiers escarpés. En plus des prix récompensant les dix premiers concurrents, chaque coureur terminant la course reçoit des bons à échanger contre du maïs. L’événement devint une tradition annuelle en dépit d’une publicité très faible.
Pour l’édition 2006, True invita plusieurs personnalités américaines de l’ultrafond à se mesurer aux Tarahumara. Il en contacta quelques-uns par e-mail et publia un article dans Men's Health compilant l’expérience qu’il avait acquise auprès des Indiens. Il prit également contact avec Christopher McDougall, journaliste à Men’s Health, qui raconta son vécu de la course dans Born to Run.
True critiqua le portrait que McDougall avait fait de lui, ne se considérant pas comme le personnage excentrique et incroyable que le récit fait entrevoir et dénonçant des inexactitudes et des exagérations. Devenu célèbre du jour au lendemain, il disait parfois ressentir le besoin de se conformer à l’image que le best-seller lui renvoyait. Il sortit quelque peu de son isolement et devint actif sur Facebook, où il rencontra Maria Walton, avec qui il vécut les deux dernières années de sa vie.
Il tira également parti de sa notoriété pour lever des fonds en vue de sa course annuelle. Il fit des apparitions sur divers événements aux États-Unis, en Suède, au Danemark et au Royaume-Uni. Maria Walton déclara toutefois qu’il n’avait jamais apprécié sa célébrité soudaine et tenait toujours à passer pour quelqu’un d’entier et d’honnête.

## Décès et héritage
Le 27 mars 2012, Micah True disparut dans la forêt nationale de Gila au Nouveau-Mexique, pendant une sortie solitaire d’une vingtaine de kilomètres. Neuf équipes de recherche, réunissant notamment Scott Jurek, Kyle Skaggs et plusieurs autres concurrents de l’ultramarathon de la Barranca del Cobre, furent déployées sur plus de 80 000 hectares.
Son corps fut retrouvé le 31 mars dans un ruisseau, sans marque de traumatisme majeur mais avec de légères griffures pouvant évoquer une chute. L’autopsie pratiquée ne permit pas de connaître la cause de la mort, mais révéla une cardiomyopathie idiopathique qui avait provoqué une hypertrophie du ventricule gauche, ce qui a pu aboutir à un arrêt cardiaque pendant l’effort.
La mort de True fit naître des inquiétudes quant à la continuation de l’ultramarathon de la Barranca del Cobre. La fondation Norawas de Raramuri fut fondée dans le but de poursuivre son œuvre. Maria Walton endossa le rôle d’organisatrice de l’événement et la course fut renommée Ultramarathon Caballo Blanco.

## Sources
- (en) Cet article est partiellement ou en totalité issu de l’article de Wikipédia en anglais intitulé « Micah True » (voir la liste des auteurs).